# Giro di Campania 1974
Il Giro di Campania 1974, quarantaduesima edizione della corsa, si svolse il 28 marzo 1974 su un percorso di 215 km. La vittoria fu appannaggio dell'italiano Marcello Bergamo, che completò il percorso in 5h47'21" precedendo i connazionali Wladimiro Panizza ed Enrico Paolini.

## Ordine d'arrivo (Top 10)
| Pos. | Corridore          | Squadra            | Tempo    |
| ---- | ------------------ | ------------------ | -------- |
| 1    | Marcello Bergamo   | Filotex            | 5h47'21" |
| 2    | Wladimiro Panizza  | Brooklyn           | a 16"    |
| 3    | Enrico Paolini     | Scic               | a 36"    |
| 4    | Enrico Maggioni    | Dreherforte        | a 41"    |
| 5    | Franco Bitossi     | Scic               | a 44"    |
| 6    | Felice Gimondi     | Bianchi-Campagnolo | s.t.     |
| 7    | Josef Fuchs        | Filotex            | s.t.     |
| 8    | Roger De Vlaeminck | Brooklyn           | s.t.     |
| 9    | Walter Riccomi     | Sammontana         | a 48"    |
| 10   | Gösta Pettersson   | Magniflex          | a 55"    |